# Alexander Belostenny
Alexander Michailowitsch Belostenny (russisch Алекса́ндр Миха́йлович Белосте́нный; * 24. Februar 1959 in Odessa; † 24. Mai 2010 in Trier) war ein sowjetischer Basketballspieler, der nach dem Zerfall der Sowjetunion zunächst in Spanien und dann in der deutschen Basketball-Bundesliga in Trier spielte. Mit der sowjetischen Nationalmannschaft wurde Belostenny 1988 Olympiasieger, 1982 Weltmeister sowie dreimal Europameister. Nach seinem Karriereende war Belostenny als Gastronom in seiner Wahlheimat Trier tätig.

## Laufbahn
Belostenny spielte zunächst in der Hauptstadt Kiew seiner Heimat, der sowjetischen Teilrepublik der Ukraine. 1980 wurde er zum Armeesportklub ZSKA und Vorzeigeverein der UdSSR nach Moskau abkommandiert. Nachdem es mit Kiew nur zu Vizemeisterschaften gereicht hatte, wurde er mit ZSKA in der Folgezeit viermal Meister der Sowjetunion. Die letzte Meisterschaft 1984 errang Belostenny mit seinem 2,20 m großen Centerkollegen Wladimir Tkatschenko, mit dem er auch schon in Kiew zusammengespielt hatte und die ein ähnliches Duo bildeten wie die Twin Towers Hakeem Olajuwon und Ralph Sampson zur gleichen Zeit bei den Houston Rockets in der NBA. Nach 1984 konnte ZSKA gegen den in Litauen beheimateten Verein Žalgiris Kaunas, bei denen unter anderem die Auswahlspieler Arvydas Sabonis, Rimas Kurtinaitis und Valdemaras Chomičius spielten, nicht mehr bestehen. 1986 kehrte Belostenny nach Kiew zurück und wurde auch mit diesem Verein 1989 noch einmal Meister der Sowjetunion, als man Žalgiris umstritten in den Finalspielen besiegen konnte. Dies war der einzige Sieg einer ukrainischen Herrenmannschaft in der Landesmeisterschaft der Sowjetunion.
Nach 1990 setzte auch Belostenny wie viele andere ehemalige Spieler der Sowjetunion seine Karriere in Westeuropa fort. In Saragossa wurde er mit dem dortigen Verein Vierter in der Meisterschaft und erreichte das Finale im Europapokal der Pokalsieger. 1991 wechselte Belostenny zum TV Germania nach Trier. 1994 beendete er dort seine Karriere und zog es gegenüber einer Karriere auf der Trainerbank vor, in seiner neuen Wahlheimat Gastwirt zu werden. Im Mai 2010 verstarb er an den Folgen von Lungenkrebs.

## Nationalmannschaft
Seine größten Erfolge feierte Belostenny mit der Basketballnationalmannschaft der Sowjetunion. Er nahm zwischen 1980 und 1992 an drei Olympischen Spielen teil, unterbrochen vom Boykott bei Olympia 1984 in Los Angeles. 1988 gewann er in Seoul zusammen mit seinen litauischen Rivalen Sabonis, Kurtinaitis, Chomičius und Šarūnas Marčiulionis sowie seinem Landsmann Alexander Wolkow die Goldmedaille, nachdem er 1980 in Moskau bereits Bronze erringen konnte. Bei Olympia 1992 in Barcelona unterlag man als Gemeinschaft Unabhängiger Staaten den ehemaligen Teamkameraden aus Litauen im Spiel um die Bronzemedaille.
Bei vier Basketball-Weltmeisterschaften gewann er zwischen 1978 und 1990 drei Silbermedaillen und 1982 in Kolumbien die Goldmedaille, als man die in der Finalrunde noch siegreichen College-Boys der Vereinigten Staaten im Spiel um die Goldmedaille mit einem Punkt besiegte. 1986 in Spanien revanchierte sich die US-Collegeauswahl um den späteren NBA-Star David Robinson mit einem Finalsieg gegen die sowjetische Auswahl, die zuvor als einzige Mannschaft ohne Niederlage im Turnier war. Bei der WM 1990 in Argentinien trat man ohne die litauischen Spieler, jedoch mit den baltischen Spielern Tiit Sokk und Gundars Vētra an und war nur dem überlegenen Weltmeister aus Jugoslawien zweimal unterlegen. Belostenny war einer von nur sechs Spielern der WM-Geschichte mit vier Medaillengewinnen, von diesen hatten außer ihm nur Wlamir Marques und Krešimir Ćosić dabei immer das Finale erreicht und somit mindestens die Silbermedaille gewonnen. Als Teilnehmer von sechs Basketball-Europameisterschaften errang er drei Titel sowie eine Silber- und zwei Bronzemedaillen.